# Lignières-Ambleville
Lignières-Ambleville is een fusiegemeente (commune nouvelle) in het Franse departement Charente (regio Nouvelle-Aquitaine). De plaats maakt deel uit van het arrondissement Cognac. Lignières-Ambleville is op 1 januari 2022 ontstaan door de fusie van de gemeenten Lignières-Sonneville en Ambleville. De gemeente telde 704 inwoners op 1 januari 2022.

## Geografie
De oppervlakte van Lignières-Ambleville bedroeg op 1 januari 2022 21,45 vierkante kilometer; de bevolkingsdichtheid was toen 32,8 inwoners per km².
De onderstaande kaart toont de ligging van Lignières-Ambleville met de belangrijkste infrastructuur en aangrenzende gemeenten.

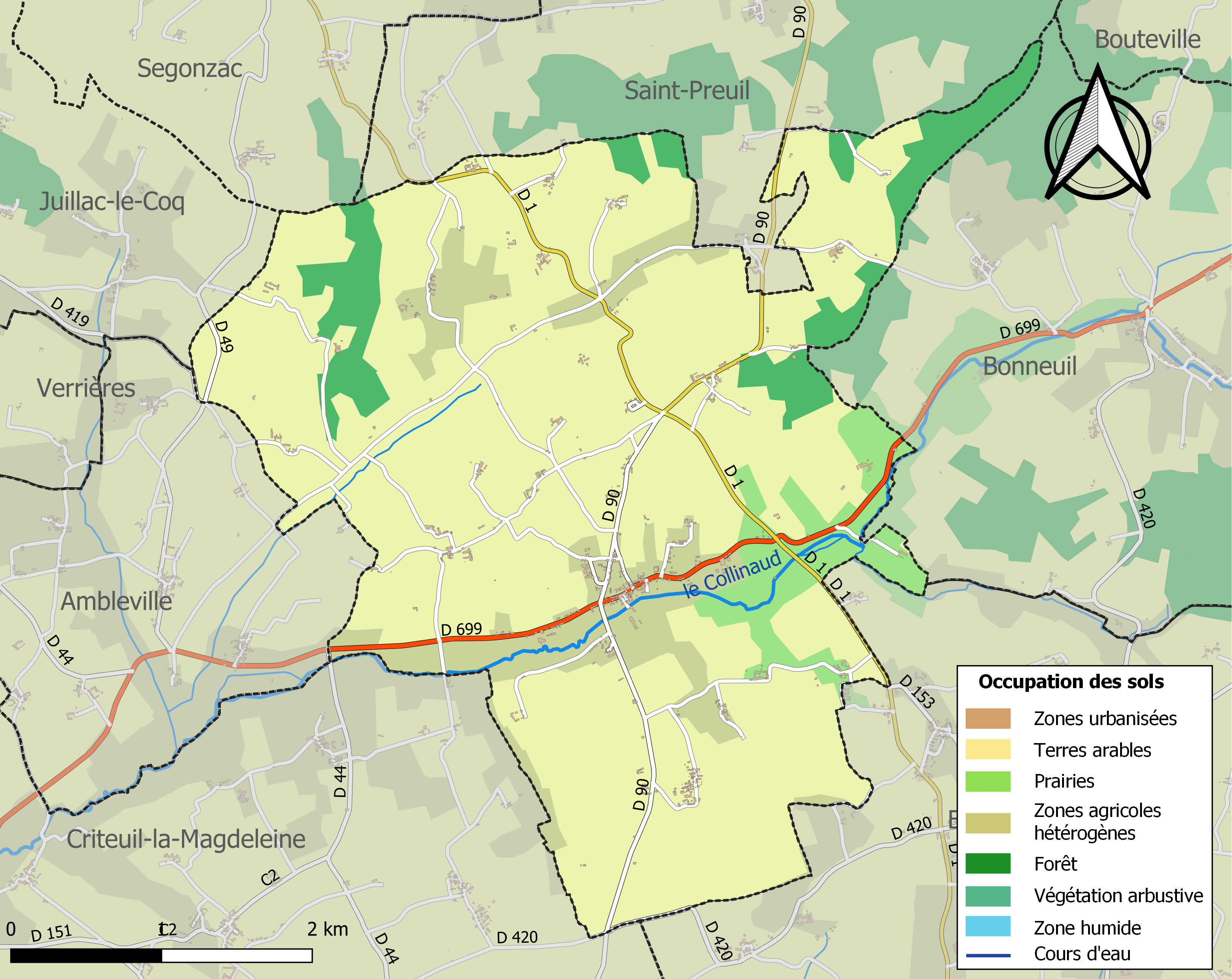